# Langbeineule
Die Langbeineule (Grallistrix erdmani) ist eine ausgestorbene Art der Eulen aus der Gattung Grallistrix. Sie war eine vergleichsweise kleine Eule mit relativ langen Beinen und kurzen Flügeln, die auf Hawaii endemisch war. In den dortigen Wäldern machte sie wohl tagsüber Jagd auf Singvögel wie Kleidervögel, die sie aus dem Flug fing. Vermutlich brütete sie, wie auch andere Grallistrix-Arten, in Sanddünen.
Die Langbeineule starb vermutlich infolge der Besiedlung Hawaiis durch die Polynesier aus. Diese brachten Ratten und Schweine mit auf die Inseln, wodurch mehrere Arten der spätquartären Avifauna Hawaiis verschwanden. Subfossilien der Langbeineule wurden bislang nur auf Maui gefunden, sie war aber wahrscheinlich auch auf Molokaʻi verbreitet.

## Merkmale
Die Langbeineule war die kleinste Art ihrer Gattung, verfügte aber über leicht längere Beine als die ähnlich große Oahu-Langbeineule (G. orion) und wurde etwas kleiner als ein Waldkauz (Strix aluco). Insgesamt war sie ähnlich wie ein Sperber (Accipiter nisus) gebaut, mit kurzen, gerundeten Flügeln, langen, dünnen Beinen und sehr kräftigen Zehen. Der Schädel war eher eulenuntypisch ausgebildet, länglich und mit stärker seitlich ausgerichteten Augen als bei rezenten Arten.

## Ökologie und Verbreitung

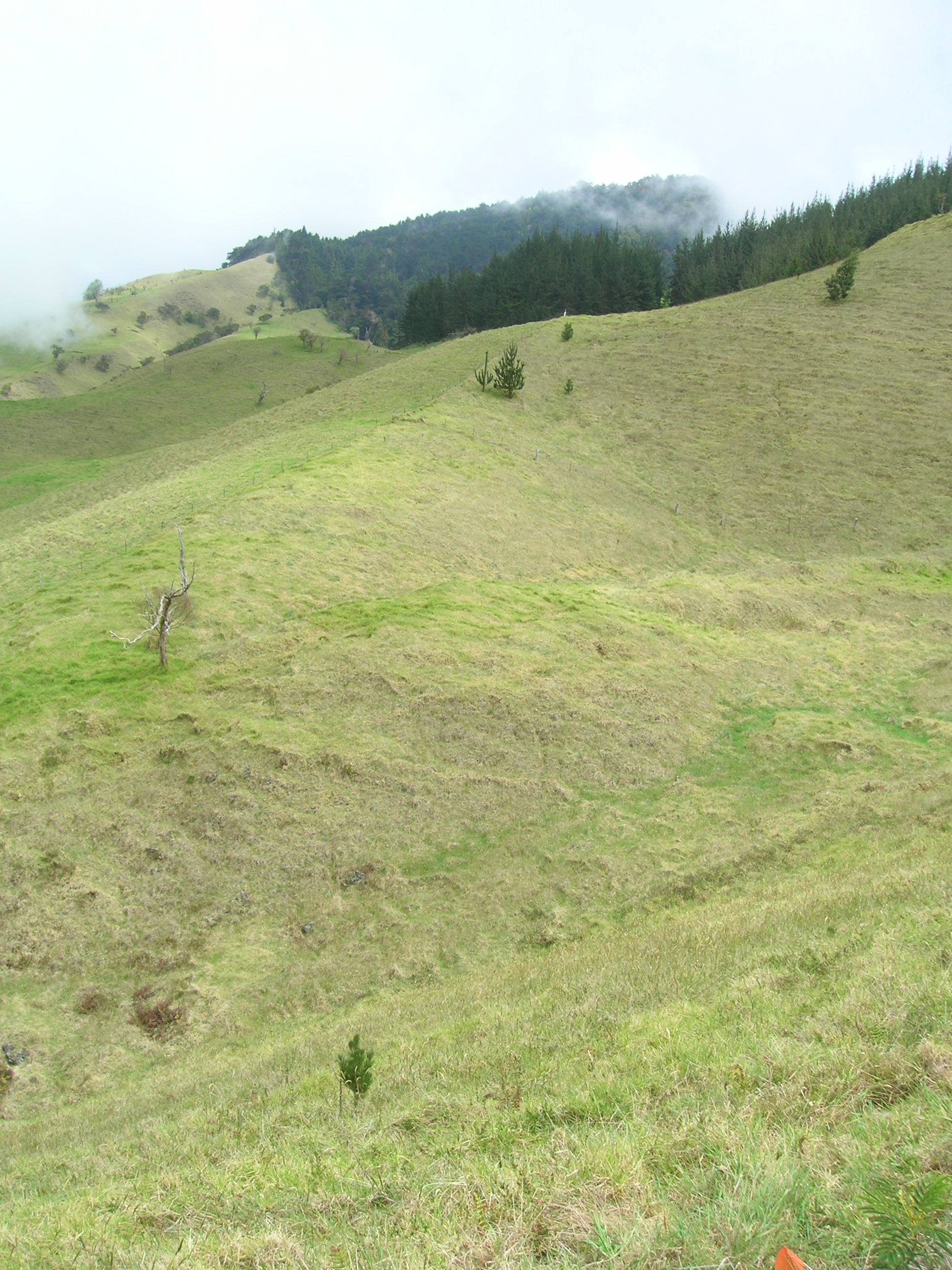
Die Terra typica der Langbeineule liegt nahe dem Puu Makua auf Maui

Die Langbeineule jagte aufgrund ihrer Anatomie wahrscheinlich in dichten Regenwäldern. Anders als die meisten rezenten Arten machte sie dabei tagsüber Jagd auf flugfähige Vögel; die meisten heute noch lebenden Eulen jagen stattdessen nachtaktive Kleinsäugetiere. Für diese Lebensweise war die Langbeineule gut angepasst. Ihr Körperbau erlaubte wendige und schnelle Flugmanöver, die es ihr ermöglichten, fliegende Beute aus dem Flug heraus zu schlagen.
Skelettreste der Langbeineule wurden in der Owl Cave nahe dem 1402 m hohen Puu Makua auf Maui gefunden. Ihr Habitat bildeten wahrscheinlich die bewaldeten Südhänge des Haleakalā und umliegender Erhebungen. Wahrscheinlich war sie aber auch auf dem benachbarten Molokaʻi verbreitet, da diese Inseln zusammen mit weiteren anderen während des Pleistozäns Maui Nui bildeten. Wahrscheinlich starb die Langbeineule aus, als die Polynesier zwischen dem 6. und 11. Jahrhundert den Hawaii-Archipel erreichten und Schweine und Pazifische Ratten (Rattus exulans) einschleppten. Die bodenbrütenden Vogelarten waren dadurch einem plötzlichen Druck durch Nesträuber ausgesetzt, auf Grund dessen die meisten von ihnen ausstarben.

## Taxonomie und Forschungsgeschichte
Subfossilien der Langbeineule wurden erstmals 1986 von Storrs Lovejoy Olson und Helen Frances James auf Maui gefunden, die 1991 die Art erstmals beschrieben. Zusammen mit drei weiteren ähnlichen Arten wurde sie von ihnen in die neu aufgestellte Gattung Grallistrix („Stelzeneulen“) gestellt.
Zur Systematik der Gattung Grallistrix liegen derzeit keine DNA-Analysen vor. Aufgrund ihrer ähnlichen Morphologie wurden sie jedoch von Olson und James in die Nähe der Gattung Strix gestellt. Die Langbeineule ist wahrscheinlich nicht näher mit der ähnlich großen Oahu-Langbeineule (G. orion) verwandt als mit anderen Arten der Gattung, da zwischen den Verbreitungsgebieten der beiden Arten die Molokai-Langbeineule (G. geleches) lebte und sie so räumlich trennte.